# 西高镇
西高镇，是中华人民共和国四川省德阳市广汉市曾经下辖的一个镇。2019年12月，撤销西高镇，将其所属行政区域划归高坪镇管辖。

## 行政区划
西高镇撤销前下辖以下地区：
西高场镇社区、万柏村、文河村、金光村、白里村、马堰村和李堰村。